# Andrzej Hardy
Andrzej Hardy (ur. 10 sierpnia 1942 w Tarnopolu) – polski prawnik i polityk, radca prawny, poseł na Sejm I kadencji.

## Życiorys
Ukończył w 1969 studia na Wydziale Prawa Uniwersytetu Wrocławskiego. Uzyskał następnie uprawnienia radcy prawnego. W 1991 z ramienia Kongresu Liberalno-Demokratycznego został wybrany na posła I kadencji w okręgu sosnowieckim. W 1993 bez powodzenia ubiegał się o reelekcję. W drugiej połowie lat 90. był związany z RS AWS.
Zajął się prowadzeniem własnej kancelarii w Sosnowcu. Wybierany do władz Okręgowej Izby Radców Prawnych.